# Epipyrga
Epipyrga is een geslacht van vlinders van de familie sikkelmotten (Oecophoridae), uit de onderfamilie Oecophorinae.

## Soorten
- E. agaclita Meyrick, 1884
- E. hemiphaes Turner, 1917